# Idilia Foods
Idilia Foods és un grup alimentari espanyol amb seu a València especialitzat en la xocolata i que controla les marques Cola Cao i Nocilla entre d'altres. Es va fundar el 2015 com a resultat de l'escissió en dos del grup Nutrexpa.

## Història
L'origen d'Idilia Foods és a l'empresa d'alimentació Nutrexpa, fundada a Barcelona per José Ignacio Ferrero i José María Ventura. El 2014, les famílies Ferrero i Ventura van acordar dividir el conglomerat en dos grups a partir de l'1 de gener del 2015: Idilia Foods i Adam Foods. Idilia, controlada per la família Ferrero, es va quedar amb les marques de xocolata Cola Cao, Nocilla, Paladín, Okey i Mesura, amb dues fàbriques a Espanya, i Adam va passar a controlar la resta de productes alimentaris.
El 2017, Idilia Foods va anunciar el trasllat de la seu social de Barcelona a València dins de la fuita de seus socials de Catalunya de 2017.

## Productes
Els productes més coneguts d'Idilia Foods són Cola Cao (xocolata en pols soluble) i Nocilla (crema de xocolata i avellanes). També produeix Paladín (xocolata a la tassa soluble), Okey (beguda làctia amb sabors de xocolata, maduixa i vainilla) i Mesura (edulcorant).